# Boswellia serrata
Boswellia serrata Roxb., 1807 è una pianta della famiglia delle Burseracee, diffusa in India e nell'Himalaya occidentale.
Da questa specie si estrare un incenso usato soprattutto nella medicina ayurvedica per la preparazione di unguenti contro le piaghe e le eruzioni della pelle.

## Distribuzione e habitat
La specie è ampiamente distribuita su tutto il territorio indiano, maggiormente concentrata negli stati del Madhya Pradesh e del Rajasthan, dove forma lembi di foresta quasi pura.

## Conservazione
Boswellia serrata è a rischio per la pratica non sostenibile di raccolta.

## Ricerca
Boswellia serrata contiene vari derivati dell'acido boswellico tra cui acido β-boswellico, acido acetil-β-boswellico, acido 11-keto-β-boswellico e acido acetil-11-keto-β-boswellico.
Le proprietà dell'estratto della pianta contro la osteoartrite sono state clinicamente studiate e la sua efficacia risulta controversa. Nella medidicina Ayurveda è usata per il diabete.

## Galleria d'immagini

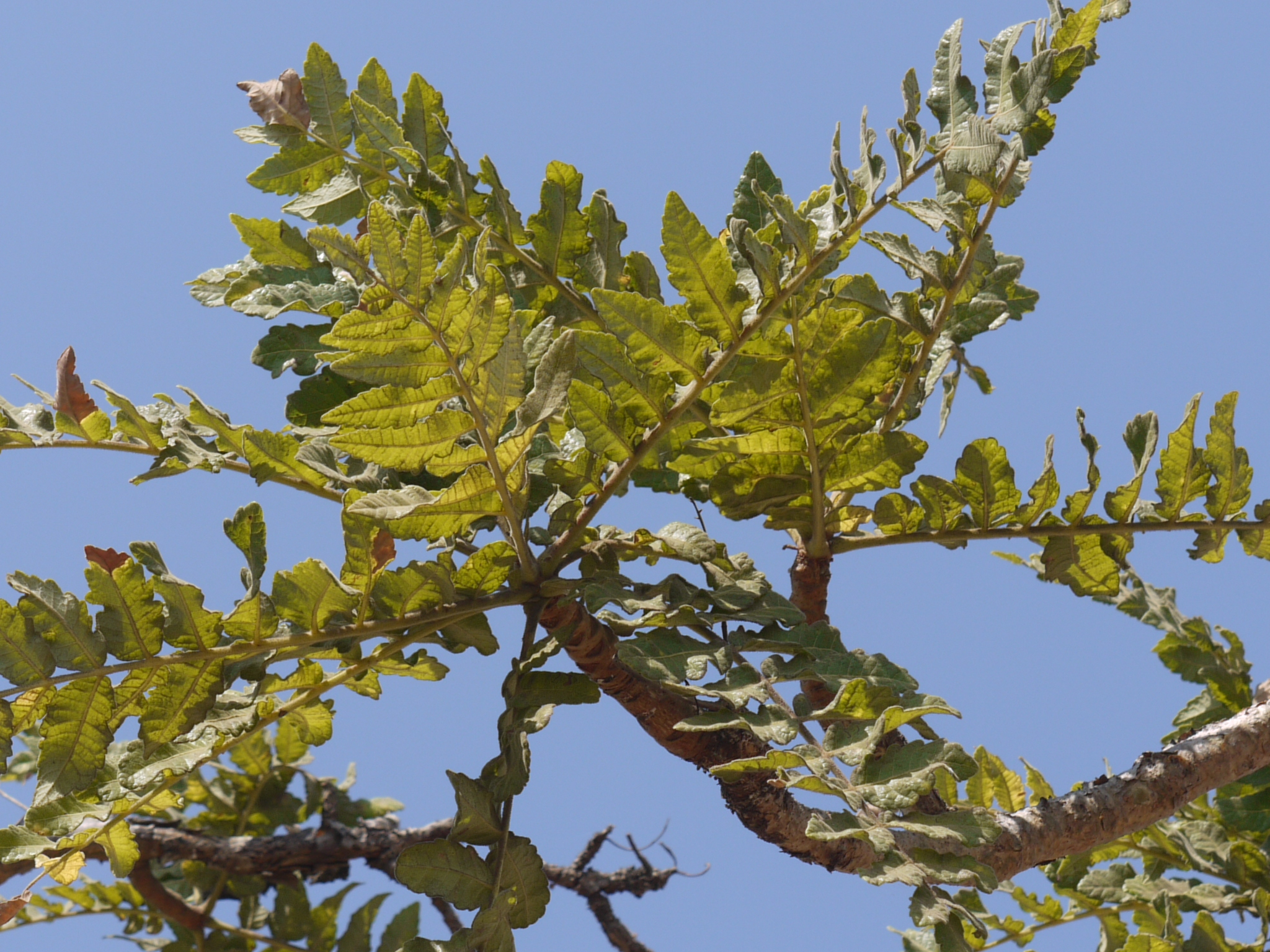
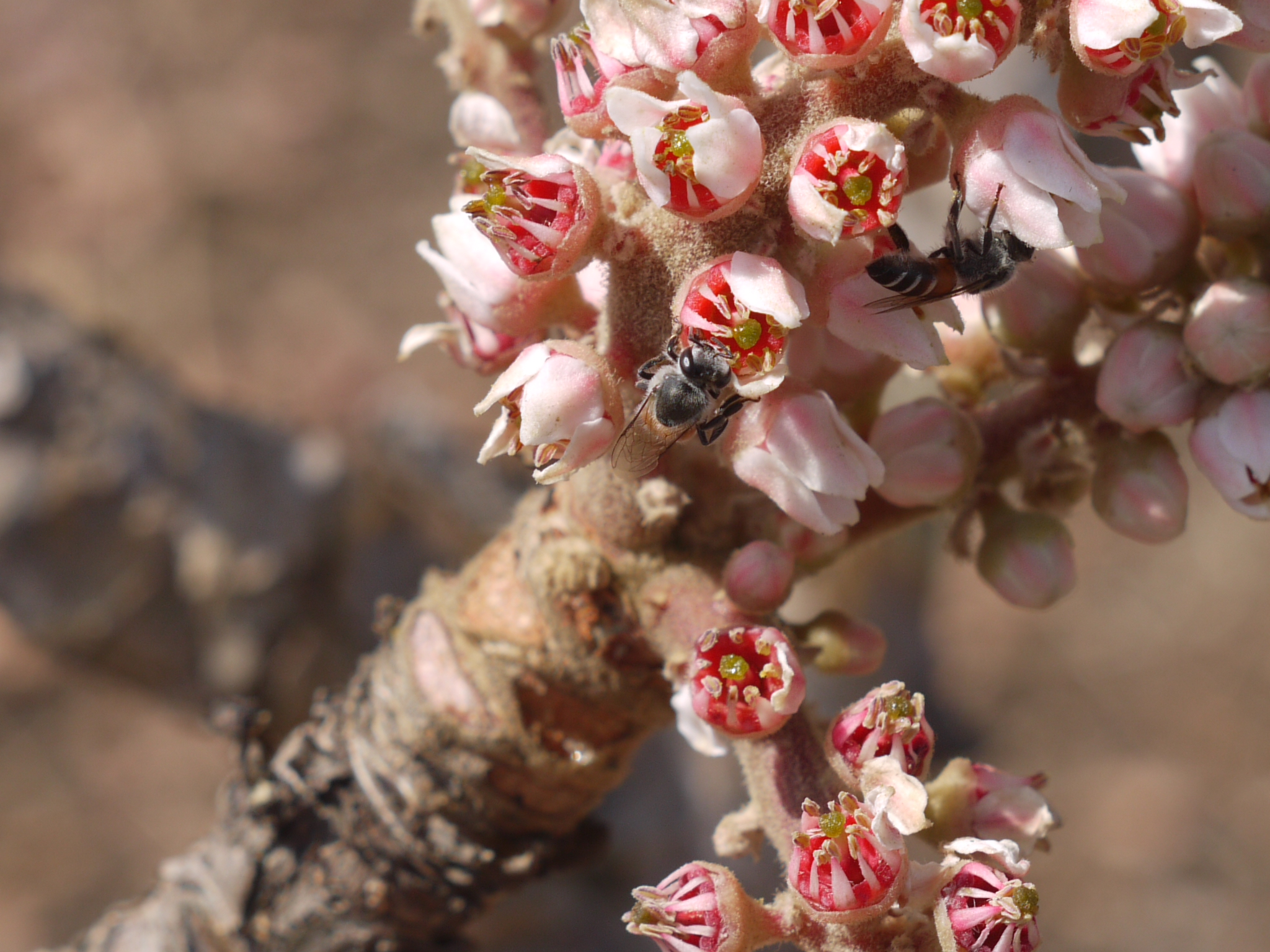
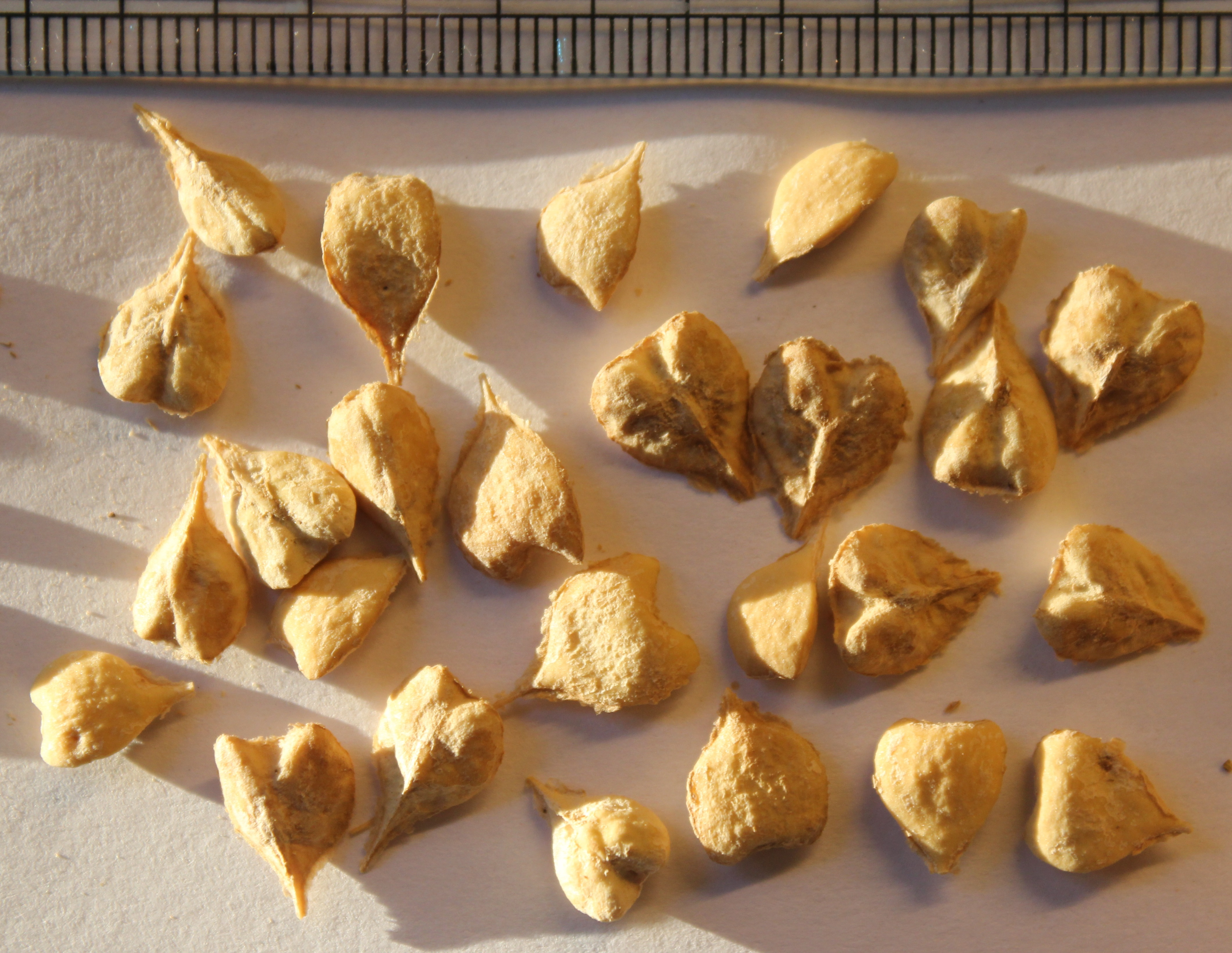
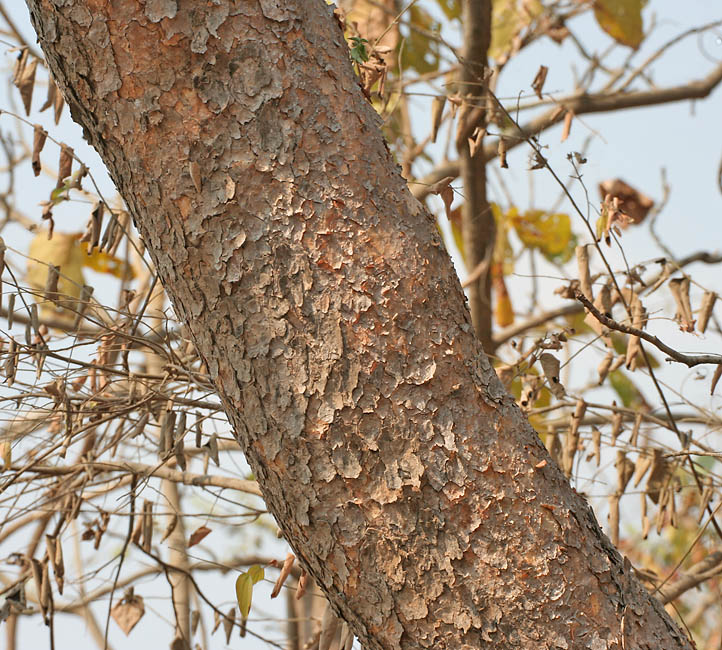
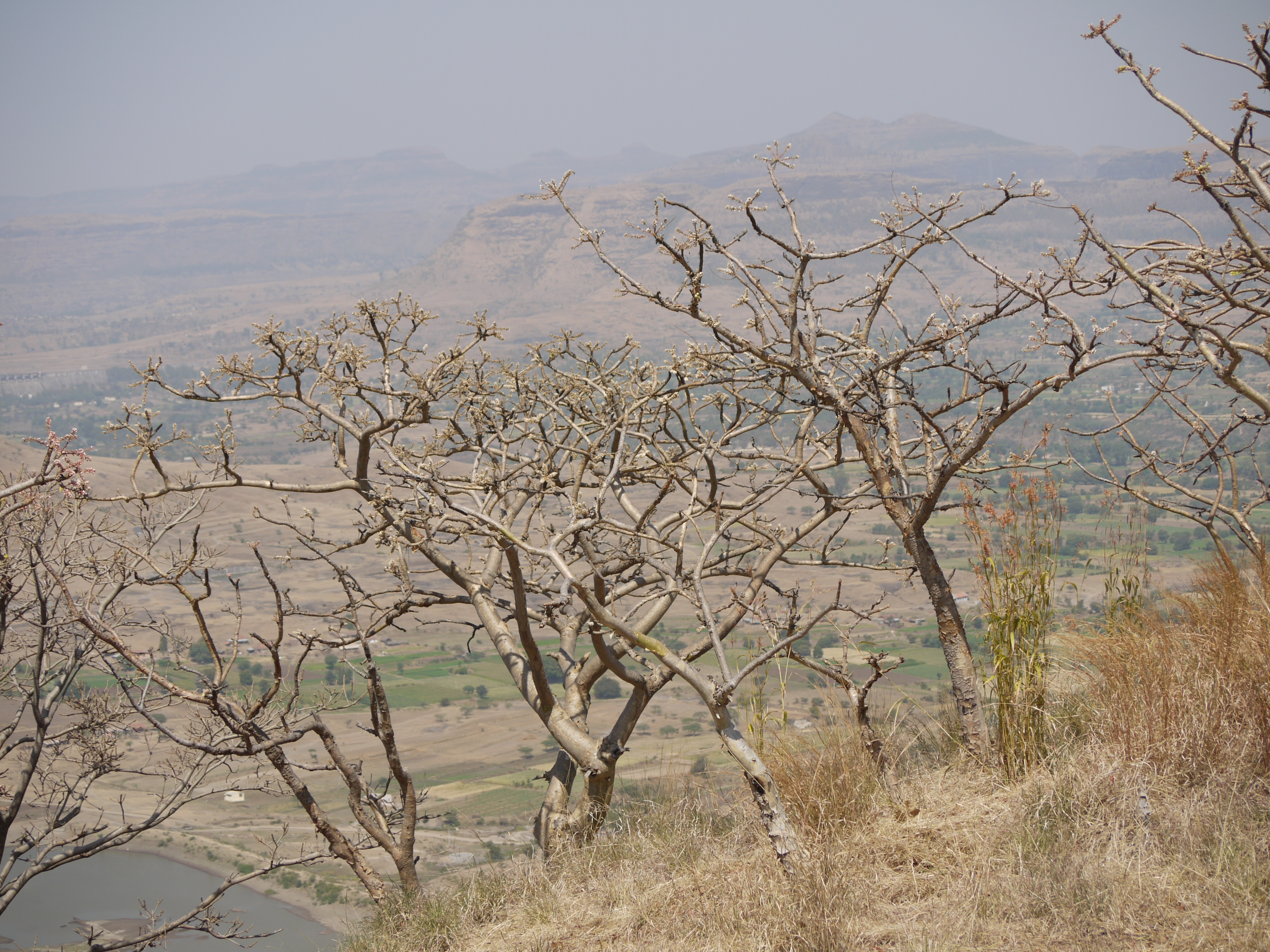